# Theophanes der Kreter

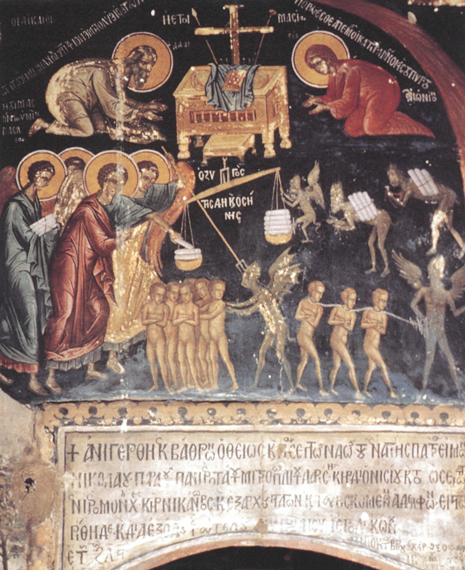
Fresko von Theophanes dem Kreter im Kloster Agios Nikolaos Anapavsas

Der als Theophanes der Kreter bekannte Theophanes Strelitzas (griechisch Θεοφάνης Στρελίτζας Theofanis Strelitsas, auch Theophanes Bathas, * um 1500 in Iraklio; † 1559 ebenda) war ein griechischer Mönch und wegweisender Maler der kretischen Schule.
Theophanes wurde in Iraklio als Ikonenmaler ausgebildet. Er war von etwa 1527 bis 1548 tätig, allerdings nicht auf Kreta, sondern auf dem griechischen Festland. Er bildete seine Söhne und mehrere Schüler aus, viele von ihnen aus Kreta.
Bekannt wurde er vor allem durch seine Fresken. Sein erstes bekanntes Werk sind die Wandmalereien im Kloster Agios Nikolaos Anapavsas in Meteora aus dem Jahre 1527. Besonders beeindruckend und rätselhaft ist die Darstellung des Jonas unterhalb der Mensa der Klosterkirche. Weitere Besonderheit ist die Darstellung Adams, der den Geschöpfen den Namen geben soll,
sowie die Darstellung des Jüngsten Gerichts mit einem überdimensionalen Höllenrachen rechts neben der Durchgangstür zum Kirchenraum.
1535 wurden Theophanes und seine beiden Söhne Symeon und Neophytos Mönche im Kloster Megisti Lavra auf dem Berg Athos. Zwischen 1535 und 1540 arbeitete er im Kloster Megisti Lavra. Besonders sehenswert die Fresken Das Massaker an den Unschuldigen und Die Transfiguration. In den Jahren 1545 und 1546 malte er Das Letzte Abendmahl im Kloster Stavronikita. Die Wandmalereien in den Klöstern des heiligen Berges bilden den Schwerpunkt seines Werks.
Seine Ikonen befinden sich in den Athos-Klöstern Megisti Lavra (1535), Ivrion (1535–1545), Pantokrator (1535–1545), Stavronikita (1545–1546) und Grigorios (ca. 1546).
Sein Werk Die große Fürbitte (Deësis) in Karyes war wegweisend für die nachfolgenden Generationen.

Fresken von Theophanes im Kloster Stavronikita, Athos
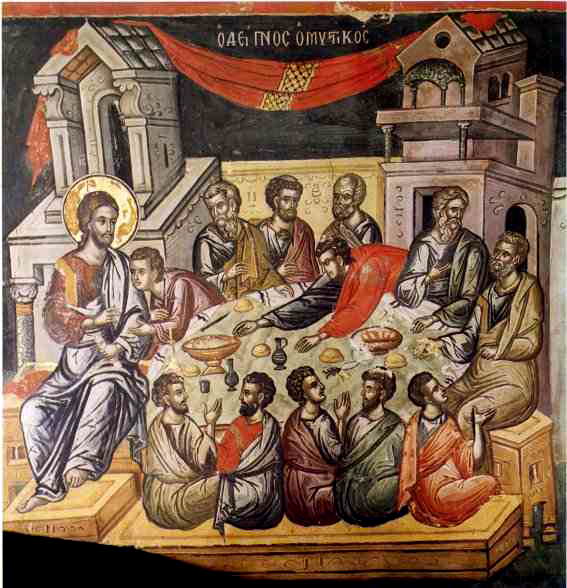
Letztes Abendmahl
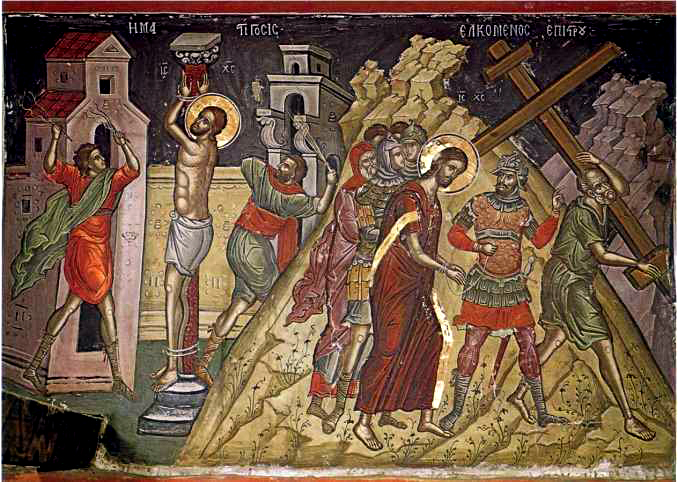
Jesus in Golgota
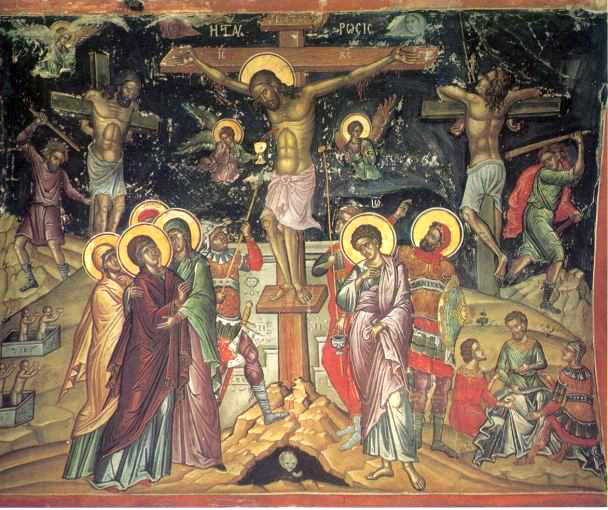
Kreuzigung
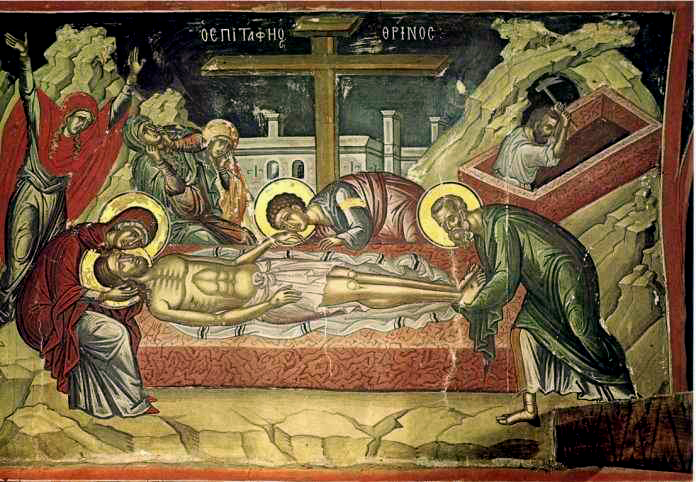
Beweinung Christi